# Louis Pouzin

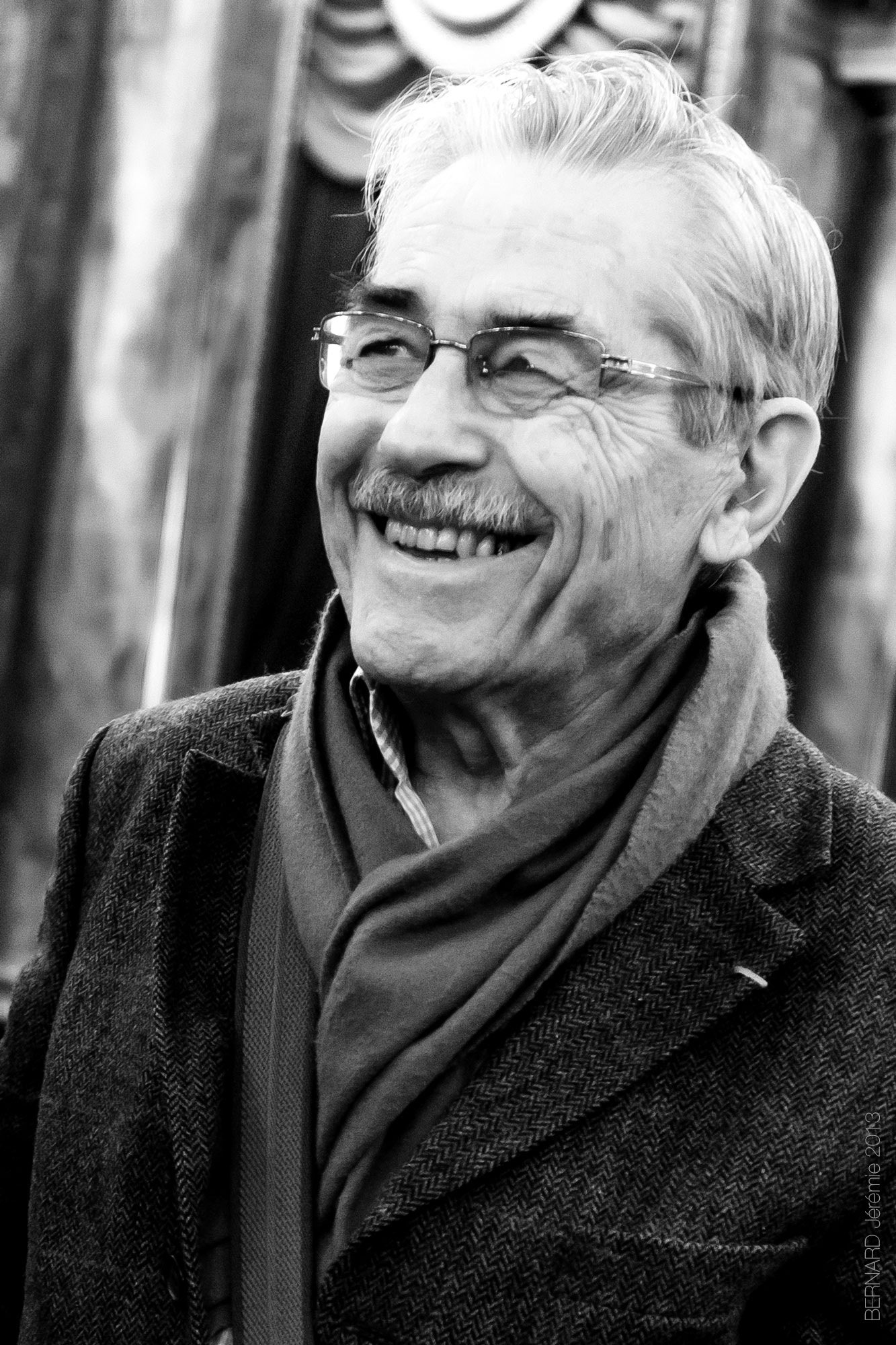
Louis Pouzin

Louis Pouzin (* 20. April 1931 in Chantenay-Saint-Imbert) ist ein französischer Informatiker. Seine Pionierarbeiten zur Paketvermittlung waren in der Entwicklung des Internet (TCP/IP Protokolle) einflussreich.
Pouzin studierte 1950 bis 1952 an der École polytechnique. In den 1950er Jahren arbeitete er in Frankreich für den Computerhersteller Bull an Telefonnetzen. Er war an der Entwicklung des Compatible Time-Sharing System (CTSS) am Massachusetts Institute of Technology beteiligt und entwickelte 1963/64 ein frühes Kommandozeilen-Programm und Shellskript (RUNCOM). Von ihm stammt auch der Name shell. Ideen daraus wurden von Glenda Schroeder, Pouzin und anderen am MIT in Multics implementiert, einem Unix-Vorläufer. Dabei entwickelten sie auch einen E-Mail-Vorläufer. Nach der Rückkehr nach Frankreich machte er dort das Timesharing-Konzept bekannt.
1967 bis 1969 entwickelte er ein Betriebssystem für den nationalen französischen Wetterdienst (Métèo-France) auf der Control Data CDC 6400. Damals war er Ingenieur bei der SEMA (Société d'économie et de mathématiques appliquées, später in Atos SE aufgegangen). Später war er Ingenieur beim Autohersteller Simca. Anfang der 1970er Jahre entwickelte er das innovative CYCLADES Netzwerk mit Knotenpunkten in Frankreich, London und Rom im Rahmen eines Projekts des Institut national de recherche en informatique et en automatique (INRIA). Es wurde Ende der 1970er Jahre durch die französische Regierung eingestellt. In dem Projekt wurden wichtige Internet-Technologien entwickelt (Datagramm, als dessen Erfinder er gilt, Paketvermittlung). Er war auch in internationalen Standard-Ausschüssen zur Internettechnologie. So war er Vorsitzender von IFIP-TC-6 (Data communications).
Nach dem Ende von CYCLADES war er an weiteren staatlich geförderten Projekten in Frankreich beteiligt: SOL (auf der Programmiersprache Pascal basierte Compiler und ein Betriebssystem) und dem Office-Desktop-Computer-Projekt KAYAK (Hauptingenieur war Najah Naffah, der zuvor auch bei CYCLADES war). In den 1980er Jahren arbeitete er für das Centre national d’études des télécommunications (CNET) in der Organisation von Pilotprojekten und in den 1990er Jahren leitete er das Institut Theseus in Sophia Antipolis, einer Wirtschaftsschule der France Telecom mit Schwerpunkt Telekommunikation.
2002 war er einer der Urheber von Eurolinc (eine Non-Profit-Organisation zur Förderung von Mehrsprachigkeit in Domain-Namen mit dem NLIC (Native Language Internet Consortium)) und er war auch an der Gründung alternativer mehrsprachiger Root-Nameserver beteiligt (Savoir-Faire 2011, Open-Root 2012 mit Chantal Lebrument).
2019 wurde er Fellow des Computer History Museum für seine Pionierarbeit im Entwurf und der Implementation von Paketvermittlungsnetzwerken die den Weg zum Internet vorbereiteten. (Laudatio).
1997 erhielt er den ACM SIGCOMM Award für Pionierarbeiten in drahtloser Paketvermittlungs-Kommunikation. 2003 wurde er Ritter der Ehrenlegion und 2018 Offizier der Ehrenlegion. 2016 erhielt er den Global IT Award, er erhielt den IFIP Silver Core und 2012 wurde er in die Internet Hall of Fame aufgenommen. 2001 erhielt er den IEEE Internet Award. 2013 war er einer von fünf Ingenieuren, die den ersten Queen Elizabeth Prize for Engineering als Internetpioniere erhielten (die anderen waren Vint Cerf, Robert E. Kahn (die beiden Entwickler des TCP/IP-Protokolls), Tim Berners-Lee (HTML, WWW), Marc Andreessen (Web-Browser)).

## Schriften
- als Herausgeber (und Mitautor): The cyclades computer network : towards layered network architectures, North Holland 1982